# Гусинська волость
Гусинська волость — адміністративно-територіальна одиниця Куп'янського повіту Харківської губернії з центром у слободі Гусинка.
Станом на 1885 рік складалася з 4 поселень, 8 сільських громад. Населення — 2294 осіб (1183 чоловічої статі та 1111 — жіночої), 437 дворових господарств.
|                     | Площа, десятин | У тому числі орної, дес. |
| ------------------- | -------------- | ------------------------ |
| Сільських громад    | 2709           | 2352                     |
| Приватної власності | 5967           | 3365                     |
| Іншої власності     | 70             | 66                       |
| Загалом             | 8746           | 5783                     |

Основне поселення волості:
- Гусинка — колишня власницька слобода при річці Гусинка за 18 верст від повітового міста, 1784 осіб, 397 дворів, 2 православні церкви, школа, лавка, поштова станція, 4 постоялих двори, 3 лавки, 3 ярмарки на рік: 17 березня, 23 квітня та 14 вересня.
- Роздольне (Лозова, Кантемирівка) — колишнє власницьке село при річці Жеребець, 786 осіб, 130 дворів, каплиця.